# 前所乡 (五寨县)
前所乡，是中华人民共和国山西省忻州市五寨县下辖的一个乡镇级行政单位。

## 行政区划
前所乡下辖以下地区：
前所村、孤山村、南坪村、薛家村、旧堡村、葛家村、右所村、都咀村、张家村、洞儿上村、店坪村、黄家山村、簸萁窊村、罗泉沟村、顾家沟村、新房圪台村、观音殿村、水磨村、羊圈沟村、南庄窝村、窑子上村、神路沟村和前塔儿沟村。